# Sítio arqueológico Petybon

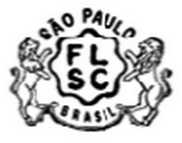
Selo da Fábrica Santa Catharina

O sítio arqueológico Petybon é um sítio arqueológico brasileiro que se localiza na cidade de São Paulo, mais precisamente na Lapa, região da Água Branca/Vila Romana. O acervo foi resultado da pesquisa da empresa de salvamento Zanettini Arqueologia em 2003 e cerca de 30 mil fragmentos além de peças inteiras foram encontrados no local. Estes fragmentos e peças estão relacionados às atividades da Fábrica de Louças Santa Catharina, posteriormente Fábrica de Louças da Água Branca, que ali funcionaram entre 1913 e 1937, sendo seu proprietário original o italiano Romeo Ranzini e posteriormente o Grupo Matarazzo.

## História
Inaugurada em 1913, a Fábrica de Louças Santa Catharina foi a primeira a produzir, em moldes industriais, louças brancas do Brasil, também mencionadas como louças de faiança fina. Os sócios eram a família Fagundes, da aristocracia cafeeira, e o imigrante italiano Romeo Ranzini, um químico especializado em produção cerâmica. Para trabalhar na fábrica e especializar os trabalhadores brasileiros, Ranzini trouxe um corpo de técnicos em decoração da Itália, a maior parte proveniente da região milanesa e de centros oleiros como Laveno-Mombello.

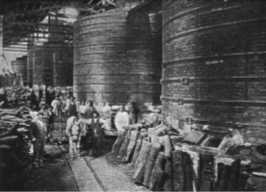
Forno da Fábrica Santa Catharina

Com a morte do sócio majoritário Euclydes Fagundes, sua esposa vende-a à família Matarazzo em 1927 e ficou em atividade até 1937. Fazendo parte da IRFM (Indústrias Reunidas Fábricas Matarazzo) ficou conhecida como Fábrica da Água Branca e Ranzini ainda permaneceu na fábrica. Em 1932, Ranzini firma contrato para treinar o novo técnico responsável, engenheiro Pari de Marchezi.

## Importância
A importância do sítio arqueológico deve-se não somente ao contexto da arqueologia urbana no Brasil, mas também por representar os primórdios da industrialização do país na produção de louça nacional. Essa indústria empregou milhares de funcionários e até exportou sua produção para a América do Norte. As peças dessa fábrica são difíceis de encontrar até mesmo com os colecionadores e o registro arqueológico do sítio Petybon permite visualizar o conhecimento daquela época em não somente copiar, mas também criar peças decorando com motivos brasileiros.

## Acervo
As peças da fábrica Santa Catharina/ IRFM possuem decorações próprias caracterizadas por pinceladas grossas e aquareladas, utilização de diversas tonalidades de cores e a distribuição da decoração na superfície do suporte diferente da fabricação inglesa do século XIX. Nestas peças se observa um misto entre o tradicional europeu e a fabricação brasileira. No sítio arqueológico também foram encontrados exemplares de fabricação nacional porém seguindo padrões estrangeiros como o 'Trigal' (padrões decorativos feitos em alto-relevo, normalmente motivos trigais).
As peças encontradas também permitiram identificar a mudança nos hábitos da população, apresentando uma queda na utilização das tigelas, resultado da transição da cultura rural para o estilo de vida urbano. Já sob o comando dos Matarazzo, as tigelas são descontinuadas por não terem mais saída de mercado.
Também é possível identificar no acervo estudado, as características de decoração mais artesanais nas tigelas, associados à temas mais bucólicos e do campo, contrapondo com os pratos, cuja decoração é mais padronizada e industrializada, fruto dos avanços nas técnicas de produção de louças brancas.